# زوجات وندسور المرحات (مسرحية)
زوجات وندسور المرحات (بالإنجليزية: The Merry Wives of Windsor) هي كوميديا كتبها ويليام شكسبير ونشرت لأول مرة في العام 1602، ويُعتقد بأنها كانت مكتوبة قبل العام 1597. ثمة إشارة من عنوان المسرحية (وندسور) إلى قلعة وندسور في بيركشاير، إنجلترا، وعلى الرغم من اشتمالها اسمياً ضمن عهد هنري الرابع، فإن المسرحية ليست خارج حياة الطبقة الوسطى للعصر الإليزابيثي. وتتميز بشخصية السير جون فالستاف وهو فارس سمين ظهر سابقاً في جزئي هنري الرابع الأول والثاني. وقد تم تكييفها للأوبرا في عدة مناسبات. المسرحية هي واحدة من أعمال شكسبير الأقل حظاً بين النقاد الأدبيين.